# Overgump
Overgumpen er hos fugle en betegnelse for ryggen lige over halen. Fjerene er på dette sted ofte karakteristisk farvede.